# Fritz Houtermans
Friedrich Georg Houtermans (Zoppot, 22 januari 1903 - Bern, 1 maart 1966) was een Duits natuurkundige die in Duitsland, de Sovjet-Unie en Zwitserland werkte. Houtermans onderzocht de energie die bij kernfusie van lichte elementen in het binnenste van sterren vrijkomt en wat dit betekent voor de evolutie van het Heelal. Verder deed hij onderzoek naar neutronenstraling en kernsplijting, kosmische straling en subatomaire deeltjes. Hij ontwikkelde een nauwkeurige methode voor het bepalen van absolute ouderdom van materialen via de uranium-loodmethode. Hij verbeterde de opzet van de elektronmicroscoop en de massaspectrometer. 

## Levensloop

### Jeugd en opleiding

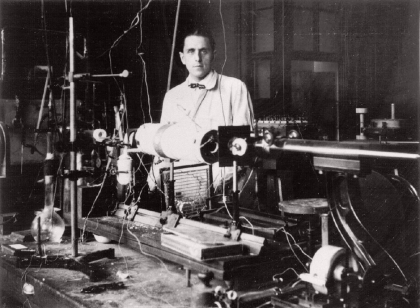
Fritz Houtermans in het laboratorium in Göttingen in 1927.

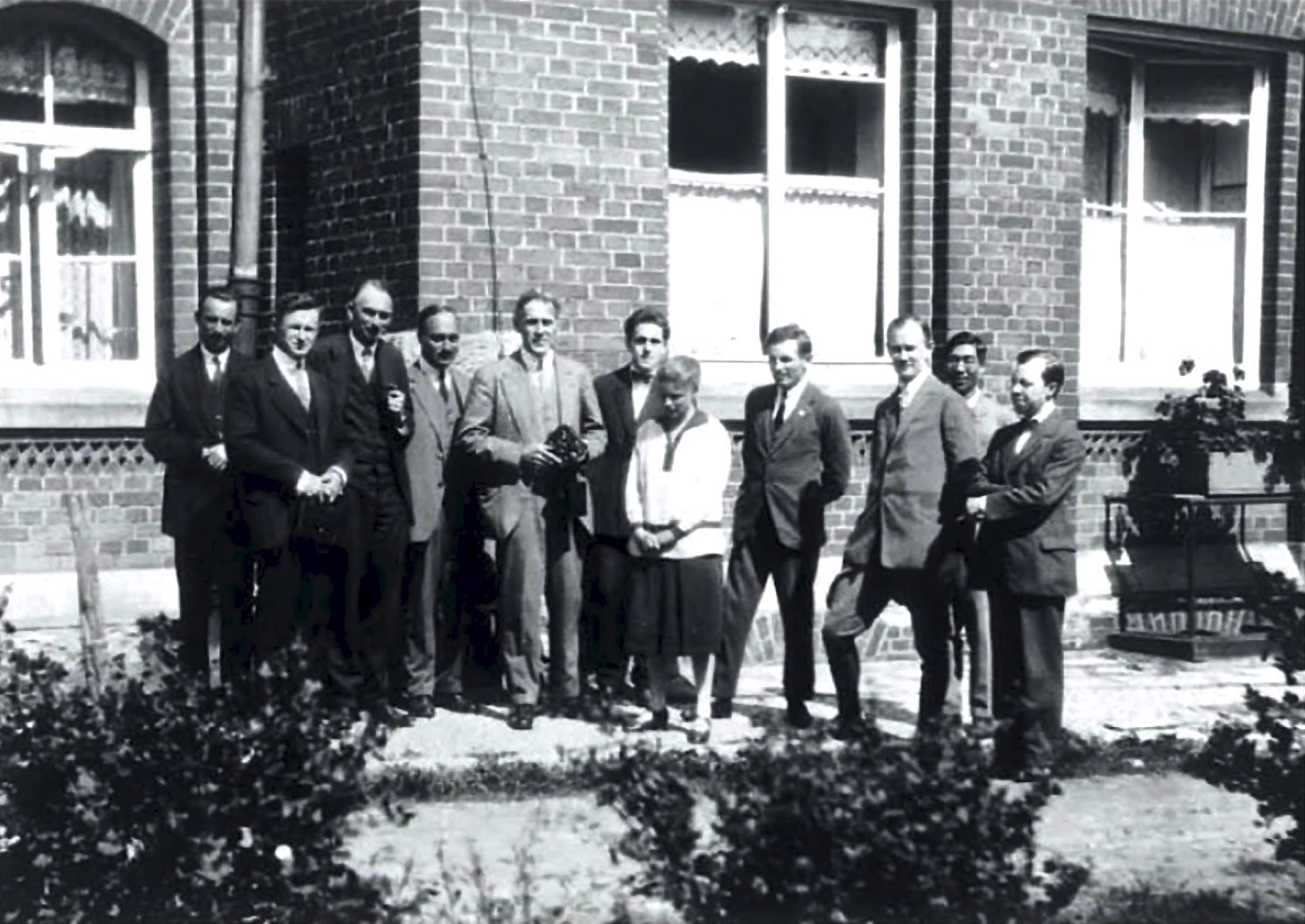
Groepsfoto voor het natuurkundig instituut van de universiteit van Göttingen in 1927. James Franck (1882–1964; 4e van links), rechts van hem Robert Williams Wood (1868–1955), Houtermans en Hertha Sponer (1895–1968).

Houtermans' vader Oscar (Otto) was een steenrijke vastgoedmagnaat en jurist. De familie Houtermans was van Nederlandse afkomst, maar woonde in een villa met landgoed in de omgeving van Danzig in Oost-Pruisen. Houtermans' moeder Elsa Waniek was half-joods en behoorde tot de Weense elite. Zij was een intelligente en voor die tijd zeer zelfstandig ingestelde vrouw wie het leven op het Pruisische platteland slecht viel. Ze miste het bruisende culturele leven van Wenen met zijn theaters en musea. Toen Houtermans drie jaar oud was verbrak ze haar huwelijk en nam haar zoontje mee terug naar Wenen, waar ze scheikunde ging studeren. Houtermans groeide op in de beschermde, intellectuele omgeving van zijn moeders familie. Hij ontwikkelde een grote interesse in filosofie, cultuur en wetenschap. Houtermans ontwikkelde op jonge leeftijd sympathie voor communistische ideeën. Hij werd van het gymnasium gestuurd toen hij het Manifest van de Communistische Partij aan zijn medescholieren voordroeg. Zijn moeder stuurde hem daarna naar de Vrijeschool in Thüringen. 
Tussen 1922 en 1927 studeerde Houtermans natuurkunde aan de universiteit van Göttingen, in het Interbellum een vooraanstaand instituut voor de exacte wetenschap: onder zijn medestudenten bevonden zich veel later bekend geworden natuurkundigen, onder andere Werner Heisenberg, Wolfgang Pauli en Robert Oppenheimer. Samen met George Gamow deed hij baanbrekend onderzoek naar kwantumtunnels. Een andere medestudent in Göttingen was zijn latere eerste vrouw, Charlotte Riefenstahl. Houtermans bracht vakanties door in de Alpen en ondernam een reis naar Napels, zonder zijn moeder in te lichten waar hij zich bevond. Hij promoveerde in 1927 met onderzoek naar de fluorescentie van aangeslagen kwikatomen, onder supervisie van James Franck. 

### Berlijn
Vanaf 1928 werkte Houtermans als assistent van Gustav Hertz aan de Technische Hochschule in Berlijn. Hertz ontwikkelde een methode om de isotopen van lichte elementen te scheiden. Houtermans gebruikte spectroscopie om de verhouding tussen deze isotopen nauwkeurig te bepalen. Hij habiliteerde in 1932. 
Houtermans werkte in Berlijn ook samen met Robert d’Escourt Atkinson bij het meten van alfastraling, met name het verval van uranium. In 1929 publiceerden ze hun resultaten, waarmee ze aantoonden dat de gemeten energie van de alfadeeltjes en de vervalconstantes gebruikt kunnen worden om de potentiaalbarrière van de isotopen te bepalen.
De twee berekenden bovendien dat onder de omstandigheden van temperatuur en druk in het binnenste van sterren lichte elementen met protonen kunnen fuseren. Deze mogelijkheid was eerder bestudeerd door Max von Laue, die het proces echter niet kon verklaren omdat hij van alfadeeltjes in plaats van protonen uitging. Houtermans werkte ook aan het verbeteren van het ontwerp van de elektronenmicroscoop.

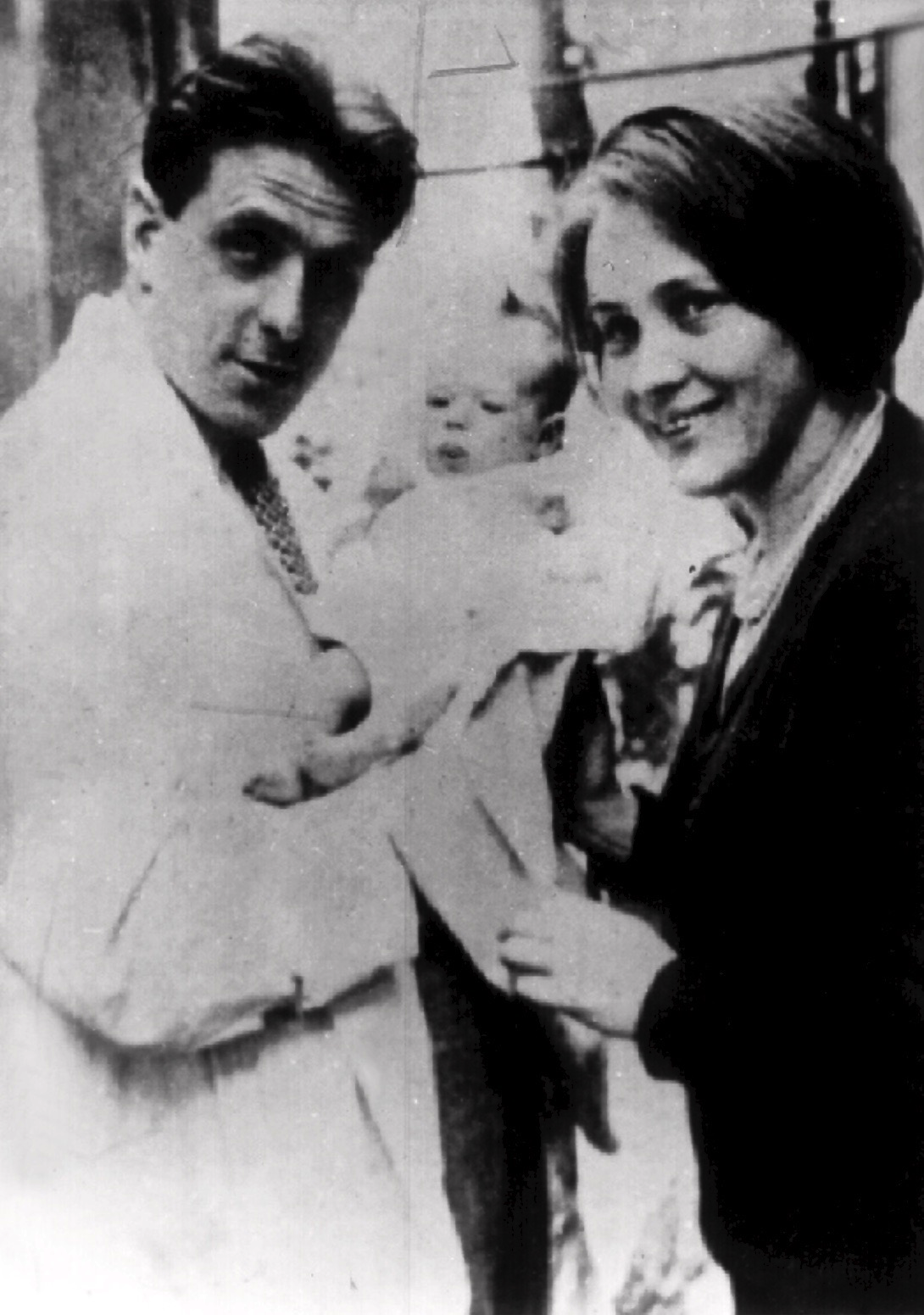
Fritz Houtermans met zijn eerste vrouw Charlotte en dochter Giovanna in 1933.

Charlotte Riefenstahl was in 1927 naar de VS gegaan om aan het Vassar College in Poughkeepsie (New York) te werken. Ze bleef door briefwisseling in contact met Houtermans en kwam in 1929 terug naar Europa. Houtermans en Riefenstahl reisden in 1931 samen naar Odessa voor een conferentie en maakten daarna een rondreis langs de Zwarte Zee. Ze trouwden tijdens deze reis, in Batoemi, om daarna door de Kaukasus en naar Moskou te reizen. Daarna vestigden ze zich in Berlijn, waar in 1932 hun eerste kind Giovanna werd geboren.
Hoewel het echtpaar zich in Berlijn in een cirkel met veel andere vooraanstaande wetenschappers bevond en het een productieve tijd was, werd Duitsland in die periode een steeds vijandigere omgeving voor de deels joodse wetenschappers door de toenemende invloed van de nazi's. Het instituut werd overvallen door een knokploeg van bruinhemden en Houtermans werd bijna gearresteerd toen hij met verboden communistische literatuur werd betrapt. Na Hitlers machtsovername vluchtte het gezin in de lente van 1933 naar Engeland, waar ze ten westen van Londen in Hayes woonden.

### Charkov en gevangenschap

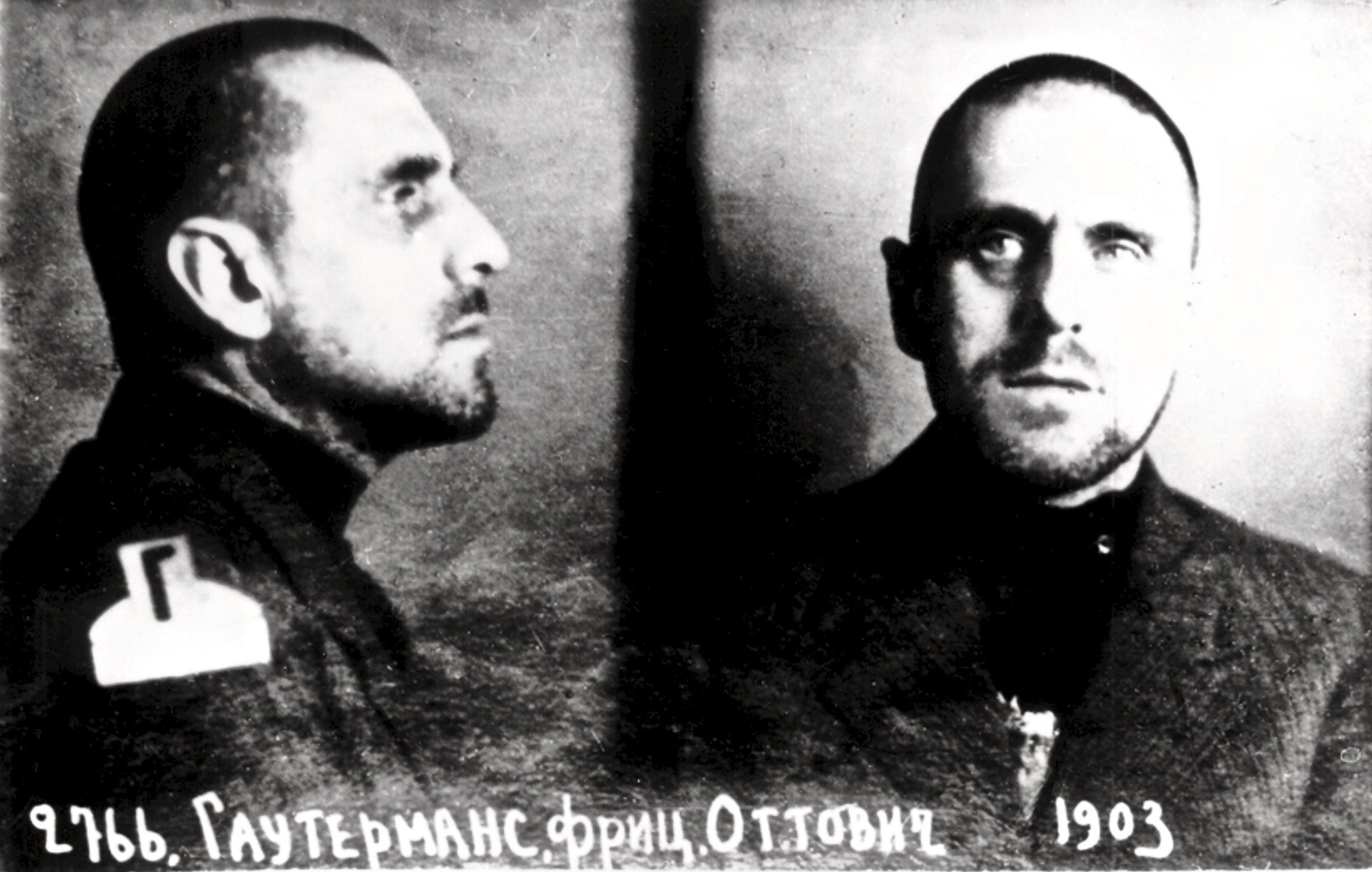
Houtermans bij zijn gevangenname door de NKVD in 1937.

Houtermans vond werk bij de grammofoonfabrikant His Master's Voice en hielp vanuit Hayes met het onderhouden van geheime contacten met achtergebleven vrienden in Duitsland, maar hij miste zijn wetenschappelijk werk. Daarom besloot hij in 1935 op advies van ex-collega's als Alexander Weissberg-Cybulski en Alexander Leipunski om in Charkov aan het Oekraïens natuurkundig-technisch instituut in de Sovjet-Unie te gaan werken. Weissberg sympathiseerde net als Houtermans met het communisme. Het instituut in Charkov trok meer voor de nazi's gevluchte natuurkundigen aan. Het was in de jaren 1930 een van de belangrijkste centra voor natuurkundig onderzoek in de Sovjet-Unie, met name op het gebied van kernsplijting.
In Charkov werd Houtermans tweede kind Jan geboren. Hoewel Houtermans' aanstelling als hoogleraar aanvankelijk goed begon, was het leven in de Sovjet-Unie niet gemakkelijk. De onderzoekers werden in het instituut gehuisvest en in de gaten gehouden. Naast de groeiende oppressie was er voedselschaarste als gevolg van de desastreuze collectivisatie van de agrarische sector. De Russische autoriteiten wantrouwden buitenlandse wetenschappers, ze dachten dat er onder hen Duitse spionnen waren. In 1937 begon de Grote Terreur waarmee Stalin tegenstanders en critici door middel van schijnprocessen uit de weg ruimde. Veel van de wetenschappers in Charkov werden beschuldigd van "contrarevolutionisme" en spionage, en opgepakt. Houtermans raakte gedesillusioneerd in het communisme, maar geheime pogingen om in West-Europa werk te vinden mislukten. Houtermans en zijn gezin reisden naar Moskou nadat een aantal collega's (waaronder Weissberg-Cybulski) werden opgepakt. Ze konden daar gebruik maken van het appartement van Lev Landau, die Houtermans van het instituut in Charkov kende. Houtermans hoopte toestemming te krijgen om de Sovjet-Unie te verlaten, maar werd gevangen genomen toen hij probeerde zijn bezittingen naar Engeland te sturen. Toen Charlotte hoorde dat haar man was opgepakt vluchtte ze met de twee kinderen naar Riga, waar ze dankzij een uitnodiging van Niels Bohr een boot naar Denemarken kon nemen. 
Charlotte verkeerde lang in onzekerheid over het lot van haar man. Nadat ze vernam dat Fritz nog in leven was vertrok ze in april 1939 met haar kinderen naar Amerika. Dankzij haar contacten kon ze opnieuw in Vassar College
les geven. Ook Fritz' moeder was inmiddels naar de VS gevlucht. Frits Houtermans werd drie jaar door de Russen vastgehouden in verschillende locaties, en soms slechte omstandigheden. Onder dwang tekende hij een verklaring waarin hij schuld bekende aan "contrarevolutionaire activiteiten". Een internationale lobby om gevangen geleerden vrij te krijgen had weinig effect. Houtermans werd in mei 1940 door de Russen uitgeleverd aan nazi-Duitsland. Houtermans verbleef nog enkele maanden in een Berlijnse gevangenis maar dankzij zijn vroegere collega Max von Laue kwam hij op vrije voeten.

### Terug in Berlijn
Inmiddels was de oorlog uitgebroken. Een terugkeer naar Engeland of Amerika was daarom onmogelijk. Via Von Laue kon Houtermans in Berlijn werk vinden in het Forschungslaboratorium für Elektronenphysik van Manfred von Ardenne. Houtermans was blij opnieuw onderzoek te doen naar het verval en scheiding van radio-isotopen. Het nog theoretische idee om energie op te wekken uit kettingreacties bij splijting van zware isotopen (kernenergie) had de interesse van de nazi's gewekt. Net als elders zagen onderzoekers in Duitsland in dat deze energie te gebruiken was in atoomwapens. In het geheim werkte men onder leiding van Otto Hahn aan de ontwikkeling van kernenergie en -wapens, maar de verwachting was dat men voor een atoombom nog jaren nodig had. Desondanks smokkelde Houtermans twee maal een bericht naar Amerika om te waarschuwen voor de vorderingen in Duitsland. Houtermans berekende dat het destijds nog onbekende element plutonium (met name de isotoop 239Pu) zeer geschikt zou zijn voor een kettingreactie, en dat "normaal" uranium (voornamelijk de isotoop 238U) er te langzaam voor vervalt.
Toen de nazi's in 1941 Kiev veroverden, stemde Houtermans toe naar Oekraïne te keren om mee te helpen bij het verwijderen van onderzoeksapparatuur. Na de oorlog werd hij daarom beschuldigd met de nazi's te hebben samengewerkt. Hij verklaarde dat hij slechts een kans wilde benutten zijn vrienden in Oekraïne te helpen. Hij overtuigde de nazi's dat de elektrische generatoren in Charkov verouderd waren en het ontmantelen niet waard. Na de oorlog konden de Russische onderzoekers ze weer gebruiken. De beschuldiging van collaboratie bleef echter een smet op Houtermans' reputatie en weerhield sommige westerse geleerden na de oorlog van samenwerking met hem.
In Von Ardenne's laboratorium ontmoette Houtermans de assistente Ilse Bartz, die hij in 1944 trouwde. Buiten medeweten van Charlotte regelde hij een scheiding, wat onder de naziwetten mogelijk was omdat ze zich in een vijandig land bevond. Uit het tweede huwelijk werden drie kinderen geboren.
Houtermans ging in 1944 voor de Physikalisch-Technische Reichsanstalt (PTR) werken. Hij deed vooral onderzoek naar neutronen en neutronenstraling. Wegens de geallieerde bombardementen op Berlijn werd de PTR in 1944 naar Ronneburg verplaatst. Houtermans en zijn tweede gezin verhuisden mee naar Thüringen.

### Werk in Göttingen en Bern
Houtermans bleef niet lang in Ronneburg werken. Hij was een kettingroker en werd ontslagen na het ontduiken van de rantsoenering van tabak. Dankzij tussenkomst van Werner Heisenberg kon hij in het voorjaar van 1945 aan zijn oude universiteit in Göttingen werken. Hij richtte zijn aandacht in deze periode behalve op verder onderzoek naar de fysica van neutronen ook op nieuwe gebieden, zoals de aanwezigheid van de radiogene isotoop argon-40 in de atmosfeer. Verder raakte Houtermans geïnteresseerd in de ouderdom van gesteente en de geschiedenis van de Aarde, die beter gedateerd kon worden met radiometrische datering. De radiometrie was destijds nog volop in ontwikkeling. Houtermans bestudeerde verschillende vervalsystemen waaruit de ouderdom van gesteente volgt, zoals rubidium-strontium, kalium-argon, lood-lood en uranium-lood. Tegelijk met Arthur Holmes in Engeland en Erich Gerling in de Sovjet-Unie vond hij uit hoe uit de verhouding tussen loodisotopen de ouderdom van de Aarde bepaald kan worden.
Een ander nieuw aandachtsveld van Houtermans was kosmologie. Met Hans Jensen onderzocht hij de omstandigheden vlak na de Oerknal. Houtermans en Jensen wezen erop dat volgens de Diractheorie de dichtheid van elektron-positronparen veel hoger was dan tot dan toe werd aangenomen. Dit heeft belangrijke gevolgen voor de evolutie van materie in het jonge Heelal. Houtermans werkte ook samen met Pascual Jordan, met wie hij de door Dirac gepostuleerde minieme variaties in betaverval onderzocht. Jordans theorie voor alfa- en betaverval was niet in overeenstemming met meetgegevens uit de geologie. Houtermans ontdekte samen met Otto Haxel dat dit komt doordat bij betaverval soms niet een maar twee elektronen vrijkomen.
In 1950 reisde Houtermans naar Brussel om met Giuseppe Occhialini samen te werken op het gebied van nucleaire emulsie. De Belgische autoriteiten onderzochten verdenkingen van collaboratie met de nazi's maar daarvoor kon geen bewijs gevonden worden. 
In 1952 werd Houtermans hoogleraar in experimentele fysica aan de universiteit van Bern. Hij was daar de opvolger van Heinrich Greinacher, onder andere bekend van onderzoek dat de ontwikkeling van deeltjesversnellers mogelijk maakte. Houtermans bracht onder andere Charles Peyrou uit Parijs, Walter Thirring uit Wenen en zijn eigen studenten Martin Teucher en Johannes Geiss uit Göttingen aan. Hij zette zijn onderzoek naar radio-isotopen en radioactief verval door. Onder andere deed hij samen met Teucher onderzoek naar radio-actieve straling in de hogere atmosfeer door middel van luchtballonnen. Houtermans onderzocht kosmische straling ook door analyse van de radio-isotoop chloor-36 in meteorieten.
Onder Houtermans deed Teucher onderzoek naar vrijkomende deeltjes door middel van nucleaire emulsie. Met Geiss verbeterde Houtermans de lood-looddatering, met name de bepaling van "gewoon" lood. In 1953 berekende Houtermans de ouderdom van de Aarde met gebruik van meetgegevens van Clair Patterson. Hij kwam op 4,5 ± 0,3 miljard jaar. Met de mineraloog Ernst Niggli werkte Houtermans samen bij de datering van gesteente. Hij was ook een van de eersten die thermoluminescentie voor de datering van materialen gebruikte.
Onder Houtermans' studenten in Bern was verder nog Hans Oeschger, die een deeltjesteller ontwikkelde voor straling met zeer lage intensiteit en de koolstofdateringsmethode verbeterde. Oescher werd later een bekend klimatoloog.

### Persoonlijk leven na de oorlog
In 1951 kwam een einde aan Houtermans' tweede huwelijk en scheidde hij van Ilse Bartz. Het echtpaar was zich steeds meer aan elkaar gaan irriteren. Dat jaar reisde zijn eerste vrouw Charlotte naar haar familie in Duitsland en Houtermans bezocht haar om een verzoening te bewerkstelligen. Een paar jaar lang waren Charlotte, Fritz en de kinderen uit zijn beide huwelijken samen tijdens korte vakanties. In 1953 traden Fritz en Charlotte opnieuw in het huwelijk. Charlotte en haar kinderen kwamen bij Fritz in Zwitserland wonen. Hun tweede huwelijk hield echter niet lang stand. In 1954 ging Charlotte terug naar Amerika en vroeg ze een scheiding aan. Fritz trouwde in 1955 opnieuw met Lore Müller. Müller had een dochter uit een eerder huwelijk en in 1956 kreeg het echtpaar een zoon, Hendrik.
Houtermans gezondheid verslechterde na een hersenschudding in 1961. In de jaren daarop deed zijn ongezonde levensstijl hem uiteindelijk de das om. Hij dronk veel alcohol en rookte aan de lopende band. In 1962 werd hij met longkanker gediagnosticeerd, waarna hij chemotherapie kreeg. In 1966 stierf hij aan een hartstilstand na een beroerte.

## Erkenning
De Internationale Astronomische Unie noemde in 1973 de maankrater Houtermans naar Fritz Houtermans. De European Association of Geochemistry reikt sinds 1990 jaarlijks de Houtermans Award uit voor uitzonderlijk onderzoek in de geochemie door jonge onderzoekers.